# 小説すばる新人賞
小説すばる新人賞（しょうせつすばるしんじんしょう）は、集英社が発行する小説誌『小説すばる』の公募新人文学賞である。年1回発表されている。受賞者には正賞として賞牌、副賞として200万円が授与される（第19回までは100万円）。小説すばる新人賞、柴田錬三郎賞、すばる文学賞、開高健ノンフィクション賞の4賞を、集英社出版四賞という。2016年時点で、同賞の最年少受賞記録は、16歳で受賞した青羽悠（第29回）。

## 受賞作一覧
特記がなければ、初刊は集英社、文庫は集英社文庫刊。
| 回（年）         | 応募数       | 受賞作                             | 著者           | 初刊       | 文庫化     |
| ---------------- | ------------ | ---------------------------------- | -------------- | ---------- | ---------- |
| 第1回（1988年）  | 1303編       | 『川の声』                         | 山本修一       | 1989年10月 |            |
| 第1回（1988年）  | 1303編       | 『こちらノーム』                   | 長谷川潤二     | 1989年10月 |            |
| 第2回（1989年）  | 1153編       | 『ゴッド・ブレイス物語』           | 花村萬月       | 1990年2月  | 1993年9月  |
| 第2回（1989年）  | 1153編       | 『草小路鷹麿の東方見聞録』         | 草薙渉         | 1990年2月  | 1993年9月  |
| 第3回（1990年）  | 1175編       | 『絹の変容』                       | 篠田節子       | 1991年1月  | 1993年8月  |
| 第4回（1991年）  | 1083編       | 『マリアの父親』                   | たくきよしみつ | 1992年1月  |            |
| 第4回（1991年）  | 1083編       | 『涼州賦』                         | 藤水名子       | 1992年1月  | 1995年2月  |
| 第5回（1992年）  | 1138編       | 『砂時計』                         | 吉富有         | 1993年8月  |            |
| 第6回（1993年）  | 1307編       | 『ジャガーになった男』             | 佐藤賢一       | 1994年1月  | 1997年11月 |
| 第6回（1993年）  | 1307編       | 『天使の卵』                       | 村山由佳       | 1994年1月  | 1996年6月  |
| 第7回（1994年）  | 1448編       | 『恋人といっしょになるでしょう』   | 上野歩         | 1995年1月  |            |
| 第7回（1994年）  | 1448編       | 『包帯をまいたイブ』               | 冨士本由紀     | 1995年1月  | 2000年1月  |
| 第8回（1995年）  | 1306編       | 『バーバーの肖像』                 | 早乙女朋子     | 1996年1月  |            |
| 第8回（1995年）  | 1306編       | 『英文科AトゥZ』                   | 武谷牧子       | 1996年1月  |            |
| 第9回（1996年）  | 1256編       | 『陋巷の狗』                       | 森村南         | 1997年1月  |            |
| 第10回（1997年） | 1231編       | 『オロロ畑でつかまえて』           | 荻原浩         | 1998年1月  | 2001年10月 |
| 第10回（1997年） | 1231編       | 『ウエンカムイの爪』               | 熊谷達也       | 1998年1月  | 2000年8月  |
| 第11回（1998年） | 1354編       | 『走るジイサン』                   | 池永陽         | 1999年1月  | 2003年1月  |
| 第11回（1998年） | 1354編       | 『パンの鳴る海、緋の舞う空』       | 野中ともそ     | 1999年1月  | 2004年10月 |
| 第12回（1999年） | 1066編       | 『粗忽拳銃』                       | 竹内真         | 2000年1月  | 2003年10月 |
| 第13回（2000年） | 986編        | 『8年』                            | 堂場瞬一       | 2001年1月  | 2004年1月  |
| 第14回（2001年） | 912編        | 『ジョッキー』                     | 松樹剛史       | 2002年1月  | 2005年1月  |
| 第15回（2002年） | 958編        | 『プリズムの夏』                   | 関口尚         | 2003年1月  | 2005年7月  |
| 第16回（2003年） | 1073編       | 『笑う招き猫』                     | 山本幸久       | 2004年1月  | 2006年1月  |
| 第17回（2004年） | 1176編       | 『となり町戦争』                   | 三崎亜記       | 2005年1月  | 2006年12月 |
| 第18回（2005年） | 1156編       | 『はるがいったら』                 | 飛鳥井千砂     | 2006年1月  | 2009年1月  |
| 第19回（2006年） | 968編        | 『でかい月だな』                   | 水森サトリ     | 2007年1月  | 2010年1月  |
| 第20回（2007年） | 1216編       | 『桃山ビート・トライブ』           | 天野純希       | 2008年1月  | 2010年9月  |
| 第21回（2008年） | 1255編       | 『魚神』                           | 千早茜         | 2009年1月  | 2012年1月  |
| 第21回（2008年） | 1255編       | 『蛇衆』                           | 矢野隆         | 2009年1月  | 2011年12月 |
| 第22回（2009年） | 1266編       | 『桐島、部活やめるってよ』         | 朝井リョウ     | 2010年2月  | 2012年4月  |
| 第22回（2009年） | 1266編       | 『白い花と鳥たちの祈り』           | 河原千恵子     | 2010年2月  |            |
| 第23回（2010年） | 1334編       | 『国道沿いのファミレス』           | 畑野智美       | 2011年2月  | 2013年5月  |
| 第23回（2010年） | 1334編       | 『たぶらかし』                     | 安田依央       | 2011年2月  | 2012年3月  |
| 第24回（2011年） | 1341編       | 『サラの柔らかな香車』             | 橋本長道       | 2012年2月  | 2014年9月  |
| 第25回（2012年） | 1423編       | 『名も無き世界のエンドロール』     | 行成薫         | 2013年3月  | 2015年2月  |
| 第25回（2012年） | 1423編       | 『赤と白』                         | 櫛木理宇       | 2013年3月  | 2015年12月 |
| 第26回（2013年） | 1435編       | 『八月の青い蝶』                   | 周防柳         | 2014年2月  | 2016年5月  |
| 第27回（2014年） | 1640編       | 『砂漠の青がとける夜』             | 中村理聖       | 2015年2月  |            |
| 第28回（2015年） | 1348編       | 『ラメルノエリキサ』               | 渡辺優         | 2016年2月  | 2018年2月  |
| 第29回（2016年） | 1333編       | 『星に願いを、そして手を。』       | 青羽悠         | 2017年2月  | 2019年2月  |
| 第30回（2017年） | 1331編       | 『天龍院亜希子の日記』             | 安壇美緒       | 2018年2月  | 2020年2月  |
| 第31回（2018年） | 1380編       | 『闇夜の底で踊れ』                 | 増島拓哉       | 2019年2月  | 2021年1月  |
| 第32回（2019年） | 1349編       | 『しゃもぬまの島』                 | 上畠菜緒       | 2020年2月  | 2022年2月  |
| 第32回（2019年） | 1349編       | 『言の葉は、残りて』               | 佐藤雫         | 2020年2月  | 2022年1月  |
| 第33回（2020年） | 1196編       | 『櫓太鼓がきこえる』               | 鈴村ふみ       | 2021年2月  | 2023年2月  |
| 第34回（2021年） | 1345編       | 『コーリング・ユー』               | 永原皓         | 2022年2月  |            |
| 第35回（2022年） | 1182編       | 『楊花の歌』                       | 青波杏         | 2023年2月  |            |
| 第36回（2023年） |              | 『遡上の魚』                       | 逢崎遊         |            |            |
| 第36回（2023年） | 『我拶もん』 | 水無月神野                         |                |            |            |
| 第37回（2024年） |              | 『グッナイ・ナタリー・クローバー』 | 須藤アンナ     |            |            |

## 選考委員
- 第1回から第3回 五木寛之、田辺聖子、半村良、渡辺淳一
- 第4回から第8回 阿刀田高、五木寛之、田辺聖子、渡辺淳一
- 第9回から第13回 阿刀田高、五木寛之、井上ひさし、田辺聖子
- 第14回から第22回 阿刀田高、五木寛之、井上ひさし、北方謙三、宮部みゆき
- 第23回から第35回  阿刀田高、五木寛之、北方謙三、宮部みゆき、村山由佳
- 第36回から　朝井リョウ、五木寛之、北方謙三、辻村深月、宮部みゆき、村山由佳